# ポストゥムス・アエブティウス・ヘルウァ・コルニケン
ポストゥムス・アエブティウス・ヘルウァ・コルニケン（ラテン語: Postumus Aebutius Helva Cornicen、生没年不詳）は共和政ローマの政治家・軍人。紀元前442年に執政官を務めた。

## 経歴
紀元前442年、ヘルウァはマルクス・ファビウス・ウィブラヌスと共に執政官に選出された。ローマは前年、アルデアの内乱に介入してこれを救っていたが、彼らはアルデアの人口減少解決のため移民を募るよう元老院に持ちかけた。紀元前446年にアルデアとアリキアの紛争地帯の仲裁の求められたローマは、それに乗じて紛争地帯を我が物としており、表向き移民としつつも、元アルデア領を元の持ち主ルトゥリ人に返還し、不名誉な状態を解決するためであった。アグリッパ・メネニウス・ラナトゥス (紀元前439年の執政官)らが三人委員会として選出され、ローマ人に憎まれながらもこれを実行した。
紀元前435年、ローマでは前年から疫病が流行しており、それに乗じてフィデナエとウェイイが襲撃してきたため、クィントゥス・セルウィリウス・プリスクス・フィデナスが独裁官に立てられ、彼はヘルウァをマギステル・エクィトゥムに指名した。独裁官は敵を撃破して追撃、フィデナエを包囲して坑道戦でこれを陥落させた。